# Mojevideo
Mojevideo – słowacka platforma internetowa umożliwiająca udostępnianie i oglądanie treści wideo. Właścicielem serwisu jest firma Mojevideo.sk, s.r.o. z siedzibą w Nitrze.
Według danych Alexa Internet z lutego 2021 r. serwis jest 87. stroną na Słowacji pod względem popularności.
W marcu 2012 r. wprowadzono obsługę wideoklipów w rozdzielczości HD 720p o rozmiarze nieprzekraczającym 500 MB, a od listopada 2017 r. jest możliwe przesyłanie materiałów w rozdzielczości 1080p.
W ciągu miesiąca witrynę odwiedza ok. 3 mln użytkowników.